# Teoría de flujo potencial

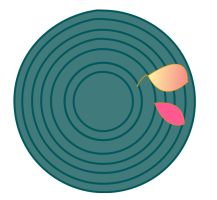
En un vórtice irrotacional, las hojas preservarían su orientación original mientras se mueven en sentido antihorario; pero aquí, en un vórtice rotacional, giran con el flujo.

La teoría de flujo potencial pretende describir el comportamiento cinemático de los fluidos basándose en el concepto matemático de función potencial, asegurando que el campo de velocidades (que es un campo vectorial) del flujo de un fluido es igual al gradiente de una función potencial que determina el movimiento de dicho fluido:
{\displaystyle {\vec {V}}=-\nabla \phi }
donde el campo de velocidades queda definido como
{\displaystyle {\vec {V}}=u{\hat {i}}+v{\hat {j}}+w{\hat {k}}}
El signo menos en la ecuación de arriba es sólo una convención de signos sobre la definición de {\displaystyle \phi }. {\displaystyle \phi } Puede definirse sin el signo menos, y la formulación que se obtendría sería la misma. A un fluido que se comporta según esta teoría se le denomina fluido potencial, que da lugar a un flujo potencial. 
Una de las primeras personas en aplicar esta formulación para el flujo de un fluido fue D'Alembert. Estudió la fuerza de resistencia producida por un flujo de fluido sobre un cuerpo que se oponía a este en dos dimensiones cuando la solución a este problema era completamente desconocida y Newton, a pesar de haberlo estudiado, no había llegado a conclusiones satisfactorias.
D'Alembert definió la función de corriente, {\displaystyle \psi }, para describir la trayectoria que tuviera cada partícula de un fluido a través del tiempo. Esta función corriente está determinada, en el plano, por dos variables espaciales y para cada valor de {\displaystyle \psi } la igualdad {\displaystyle \psi =\psi (x,y)} determina un lugar geométrico llamado línea de corriente.

## La Naturaleza de ψ y su relación con φ
Primeramente definiremos la función corriente en el plano, para luego explicar sus características. La función {\displaystyle \psi } se define como aquella que cumple con las siguientes condiciones:

{\displaystyle {\frac {\partial \psi }{\partial y}}=u}
y 
{\displaystyle {\frac {\partial \psi }{\partial x}}=-v}
Las líneas de corriente determinan la trayectoria de una partícula de fluido que se encuentra sobre estas. Así, por ejemplo, si una partícula de fluido se halla sobre la línea equipotencial de {\displaystyle \psi =3},  tendrá una trayectoria que se situará exactamente sobre el lugar geométrico que determinará la igualdad {\displaystyle \psi (x,y)=3} (línea de corriente=trayectoria se debe a que contemplamos un movimiento plano independiente de t "ψ(x,y)"). Esta propiedad de las líneas de corriente exige que las funciones {\displaystyle \psi } y {\displaystyle \phi } estén "sincronizadas", ya que la velocidad en cualquier punto del flujo de fluido será siempre tangente a la trayectoria de la línea de corriente. Fácilmente se puede demostrar que la familia de curvas determinadas por la función corriente y la función potencial de velocidades forman una red ortogonal, como se verá a continuación:
Partimos del diferencial total de la función {\displaystyle \phi }:
{\displaystyle d\phi ={\frac {\partial \phi }{\partial x}}dx+{\frac {\partial \phi }{\partial y}}dy}
Así en cualquier curva equipotencial {\displaystyle \phi ={\mbox{constante}}} se cumplirá que 
{\displaystyle {\frac {\partial \phi }{\partial x}}dx+{\frac {\partial \phi }{\partial y}}dy=0}
Esto implica que: 
{\displaystyle \left({\frac {dy}{dx}}\right)_{\phi =cte}={\frac {-u}{v}}}
La misma propiedad se aplica a cada línea de corriente:
{\displaystyle {\frac {\partial \psi }{\partial x}}dx+{\frac {\partial \psi }{\partial y}}dy=0}
y 
{\displaystyle \left({\frac {dy}{dx}}\right)_{\psi =cte}={\frac {v}{u}}}
por lo cual de determina que:
{\displaystyle \left({\frac {dx}{dy}}\right)_{\psi =cte}=-\left({\frac {dy}{dx}}\right)_{\phi =cte}}
Esta propiedad de ambas funciones permite intercambiarlas para generar otros patrones de flujo y, como las líneas de corriente no pueden cortarse entre sí, no existe ningún caudal que las atraviesa perpendicular a estas. Esto permite suponer a las líneas de corriente límites materiales, es decir, paredes u obstáculos que restringen o determinan el flujo que se desea estudiar. Esto ya lo supuso D'Alembert al estudiar el efecto de empuje de un flujo corriendo sobre un objeto que lo obstaculiza. Estudiando las propiedades de la función corriente y la función potencial determinó que podían superponerse para generar así un patrón de fluido que combinara diversos movimientos. Superponiendo una fuente y un sumidero de igual caudal obtuvo una circunferencia, que combinó con un flujo uniforme para modelar el flujo de fluido sobre un cilindro de longitud infinita. Una vez obtenido esto, demostró que la suma de las presiones sobre el cilindro se anulaban, lo que hacía que la fuerza resultante sobre el cilindro fuera cero. Esta es la llamada paradoja de D'Alembert.

## Algunos patrones de flujo simple

### Flujo uniforme
Un flujo el cual sea uniforme en una misma dirección cumple con que {\displaystyle {\vec {V}}=U_{0}{\hat {n}}}
donde {\displaystyle {\hat {n}}} es la dirección del flujo. Si tomamos esta dirección como la del eje {\displaystyle x}, obtendremos que el campo de velocidades estará dado por:
{\displaystyle {\vec {V}}=U_{0}{\hat {i}}}
Con lo cual podremos encontrar la función potencial integrando:
{\displaystyle \phi =-\int U_{0}dx+f(y)}
Sabiendo que {\displaystyle {\frac {\partial \phi }{\partial y}}=0} y que no existe componente vertical de la velocidad en ningún punto del flujo tenemos:
{\displaystyle \phi =-\int U_{0}dx+C_{1}}
En esta ecuación podemos tomar la constante de integración igual a cero. Quedando las funciones potencial y corriente como:
{\displaystyle \mathrm {\phi } =-U_{0}x}
{\displaystyle \psi =-U_{0}y}